# Jankovićite
La jankovićite è un minerale.